# Javonte Green
Javonte Green (Virgínia, 23 de julho de 1993) é um jogador americano-montenegrino de basquete profissional que atualmente joga no Cleveland Cavaliers da National Basketball Association (NBA).
Ele jogou basquete universitário na Universidade de Radford e jogou no basquete europeu no Peixefresco da Espanha, Trieste da Itália e no Ulm da Alemanha.

## Início da vida e ensino médio
Green nasceu e cresceu em Petersburg, Virginia, até os 12 anos de idade, quando se mudou para morar com sua tia em Alberta, Virginia. Ele frequentou a Brunswick High School em Lawrenceville, onde jogou basquete sendo treinado pelo ex-armador da Virginia e da NBA, Bryant Stith.
Em seu último ano, Green teve médias de 18,6 pontos, 5,8 rebotes, 2,3 assistências e 3,1 roubos de bola e levou a equipe ao título estadual do Grupo AA Divisão 3. Ele foi nomeado para a Primeira-Equipe do Estado da Virginia e o Co-Jogador do Ano na Virgínia. Ele se comprometeu a jogar basquete universitário na Universidade de Radford, a única universidade da Divisão I da NCAA a lhe oferecer uma bolsa de estudos.
Green também jogou futebol americano no Brunswick e foi o quarterback titular do time durante seus últimos dois anos. Green recebeu uma bolsa de estudos para jogar futebol americano na Universidade James Madison.

## Carreira universitária
Green jogou por quatro temporadas no Radford Highlanders. Ele entrou na equipe titular como calouro e teve médias de 10,2 pontos, 6,7 rebotes e 1,4 roubos de bola e foi nomeado para a Equipe de Novatos da Big South Conference.
Em seu segundo ano, sua primeira temporada completa como titular, Green liderou os Highlanders com 14,6 pontos e 8,1 rebotes e foi nomeado para a Segunda-Equipe da Big South.
Em seu terceiro ano, ele foi nomeado para a Primeira-Equipe da Big South após médias de 16,9 pontos, 8,1 rebotes e 1,9 roubos de bola. Nessa temporada, ele estabeleceu o recorde de roubos de bola em uma única temporada da universidade com 68.
Em seu última temporada, Green teve médias de 15,4 pontos, 9,0 rebotes e 1,9 roubos de bola e foi novamente nomeado para a Primeira-Equipe da Big South e o Jogador Defensivo do Ano da conferência.
Green terminou sua carreira universitária como líder de todos os tempos de Radford em rebotes (1.064), roubos de bola (245) e jogos disputados (133) e o segundo em pontuação com 1.911 pontos.

## Carreira profissional

### Marín Peixegalego (2015–2016)
Depois de não ter sido selecionado no Draft da NBA de 2015, Green assinou com o Marín Peixegalego da terceira divisão espanhola, LEB Plata, em 11 de setembro de 2015. Em sua primeira temporada profissional, ele teve médias de 18 pontos, 6,7 rebotes e 2,2 roubos de bola e foi eleito o MVP da LEB Plata.

### Pallacanestro Trieste (2016–2018)
Green assinou com a Pallacanestro Trieste da segunda divisão italiana, Serie A2 Basket, em 11 de julho de 2016. Ele teve médias de 15,6 pontos, 5,5 rebotes e 2,4 roubos de bola em 45 jogos durante a temporada de 2016-17.
Ele voltou ao Trieste para uma segunda temporada e teve médias de 18,1 pontos, 7,1 rebotes, 1,4 assistências e 2,3 roubos de bola. Após a temporada, Green jogou a Summer League pelo Phoenix Suns.

### Ratiopharm Ulm (2018–2019)
Green assinou com Ulm da Bundesliga em 25 de julho de 2018. Ele teve médias de 13,8 pontos, 4,7 rebotes, 1,6 assistências e 2,3 roubos de bola em 51 jogos entre a liga e a EuroCup.

### Boston Celtics (2019–2021)
Green foi convidado para jogar na Summer League de 2019 pelo Boston Celtics. Ele jogou em todos os cinco jogos e teve médias de 10,8 pontos, 4,8 rebotes, 2,8 assistências e 1,8 roubos de bola. Os Celtics assinaram com Green em um contrato de dois anos com um salário parcialmente garantido para a primeira temporada. Depois de obter uma média de 9,3 pontos e 4,0 rebotes em 14,1 minutos na pré-temporada, Green foi nomeado para o elenco final do Celtics na temporada de 2019-20.
Ele fez sua estreia na NBA em 25 de outubro de 2019 contra o Toronto Raptors, jogando os últimos cinco segundos do primeiro tempo como um substituto defensivo em uma vitória por 112-106. Ele se tornou o primeiro ex-jogador de Radford a jogar uma partida da NBA. Green marcou seus primeiros pontos na carreira em 7 de novembro de 2019 contra o Charlotte Hornets, terminando o jogo com 12 pontos em uma vitória por 108-87. Green fez seu primeiro jogo como titular na NBA em 3 de fevereiro de 2020 contra o Atlanta Hawks, registrando 3 rebotes, 1 assistência e nenhum ponto em 18 minutos.
Em 25 de agosto de 2020, ele passou por um procedimento artroscópico bem-sucedido para reparar um pequeno rasgo meniscal em seu joelho direito e perdeu toda a pós-temporada.

### Chicago Bulls (2021–2023)
Em 25 de março de 2021, Green foi negociado com o Chicago Bulls em uma troca de três equipes que também envolveu o Washington Wizards. Em 6 de agosto de 2021, ele assinou um contrato de 2 anos e US$3.4 milhões com os Bulls.
Green passou por um procedimento debridamento artroscópico para remediar uma contusão óssea no joelho direito em 11 de janeiro de 2023. Ele retornou aos Bulls para minutos limitados a partir de 20 de março, mas só jogou em mais quatro jogos restantes.

### Santa Cruz Warriors (2023–2024)
Em 16 de outubro de 2023, Green assinou com o Golden State Warriors, mas foi dispensado três dias depois. Ele então se juntou ao Santa Cruz Warriors em 30 de outubro.

### Returno ao Bulls (2024)
Em 23 de março de 2024, Green assinou um contrato de 10 dias com o Chicago Bulls, e em 4 de abril, ele assinou pelo restante da temporada. No dia seguinte, Green registrou sua melhor marca tanto em pontos quanto em rebotes, marcando 25 pontos e pegando 13 rebotes em uma vitória por 100-108 contra o New York Knicks.

### New Orleans Pelicans (2024–2025)
Em 22 de agosto de 2024, Green assinou um contrato de 1 ano e US$2.4 milhões com o New Orleans Pelicans. Em 20 de fevereiro de 2025, Green e os Pelicans chegaram a um acordo para a rescisão do contrato.

### Cleveland Cavaliers (2025–Presente)
Em 23 de fevereiro de 2025, Green assinou até o fim da temporada com o Cleveland Cavaliers.

## Carreira internacional
Green tem dupla cidadania dos Estados Unidos e de Montenegro. Ele fez sua estreia na Seleção Montenegrina em 2017, durante as eliminatórias para a Copa do Mundo de 2019, com médias de 11 pontos, 4,5 rebotes e quatro roubos de bola em dois jogos.

## Estatísticas da carreira

### NBA

#### Temporada regular
| Ano      | Equipe      | PJ  | PT | MPJ  | AP   | 3P   | LL    | RT  | AS | BR  | TO | PPJ  |
| -------- | ----------- | --- | -- | ---- | ---- | ---- | ----- | --- | -- | --- | -- | ---- |
| 2019–20  | Boston      | 48  | 2  | 9.8  | .500 | .273 | .667  | 1.9 | .5 | .5  | .2 | 3.4  |
| 2020–21  | Boston      | 25  | 2  | 13.8 | .549 | .318 | .667  | 2.1 | .4 | .7  | .1 | 4.2  |
| 2020–21  | Chicago     | 16  | 0  | 8.0  | .452 | .375 | 1.000 | 1.2 | .4 | .6  | .3 | 2.6  |
| 2021–22  | Chicago     | 65  | 45 | 23.4 | .542 | .356 | .833  | 4.2 | .9 | 1.0 | .5 | 7.2  |
| 2022–23  | Chicago     | 32  | 1  | 15.0 | .565 | .371 | .667  | 2.8 | .7 | .8  | .7 | 5.2  |
| 2023–24  | Chicago     | 9   | 5  | 25.6 | .600 | .370 | .769  | 7.4 | .6 | 1.1 | .9 | 12.2 |
| 2024–25  | New Orleans | 50  | 18 | 21.8 | .446 | .352 | .758  | 3.6 | .9 | 1.1 | .6 | 5.8  |
| Carreira | Carreira    | 245 | 73 | 16.7 | .522 | .345 | .765  | 3.3 | .6 | .8  | .4 | 5.7  |

#### Play-In
| Ano  | Equipe  | PJ | PT | MPJ  | AP   | 3P   | LL   | RT  | AS  | BR  | TO | PPJ  |
| ---- | ------- | -- | -- | ---- | ---- | ---- | ---- | --- | --- | --- | -- | ---- |
| 2024 | Chicago | 2  | 0  | 20.1 | .692 | .333 | .750 | 4.5 | 3.5 | 1.5 | .0 | 11.0 |

#### Playoffs
| Ano      | Equipe   | PJ | PT | MPJ  | AP   | 3P   | LL   | RT  | AS | BR  | TO | PPJ |
| -------- | -------- | -- | -- | ---- | ---- | ---- | ---- | --- | -- | --- | -- | --- |
| 2020     | Boston   | 1  | 0  | 6.0  | .500 | .500 | —    | 1.0 | .0 | .0  | .0 | 3.0 |
| 2022     | Chicago  | 5  | 1  | 14.4 | .176 | .000 | .500 | 3.0 | .4 | 1.8 | .0 | 1.4 |
| Carreira | Carreira | 6  | 1  | 10.2 | .337 | .250 | .500 | 2.0 | .2 | .9  | .0 | 2.2 |

### Universitário
| Ano      | Equipe   | PJ  | PT  | MPJ  | AP   | 3P   | LL   | RT  | AS  | BR  | TO | PPJ  |
| -------- | -------- | --- | --- | ---- | ---- | ---- | ---- | --- | --- | --- | -- | ---- |
| 2011–12  | Radford  | 32  | 22  | 22.0 | .467 | .194 | .618 | 6.7 | .6  | 1.4 | .5 | 10.2 |
| 2012–13  | Radford  | 32  | 32  | 27.7 | .504 | .192 | .592 | 8.1 | 1.3 | 2.1 | .7 | 14.6 |
| 2013–14  | Radford  | 35  | 34  | 25.6 | .548 | .343 | .686 | 8.1 | 1.1 | 1.9 | .6 | 16.9 |
| 2014–15  | Radford  | 34  | 34  | 26.2 | .544 | .111 | .697 | 9.0 | 1.3 | 1.9 | .9 | 15.4 |
| Carreira | Carreira | 133 | 122 | 25.3 | .515 | .210 | .648 | 7.9 | 1.0 | 1.8 | .6 | 14.2 |

Fonte: